# 麥肯齊灣

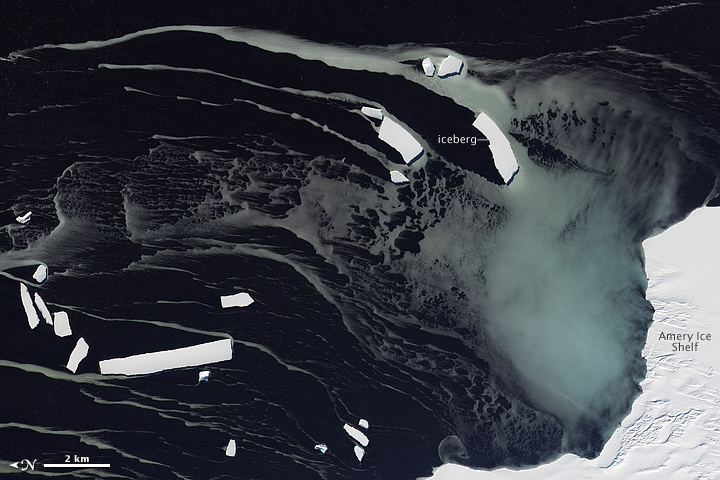

麥肯齊灣（英語：MacKenzie Bay）是南極洲的海灣，位於麥克羅伯特森地，是阿梅里冰架最西端，處於福雷岬東南面37公里，1931年2月10日由探險隊發現，以探險隊船長命名。
68°38′S 70°35′E / 68.633°S 70.583°E